# 오소영 (가수)
오소영(1974년 7월 5일 ~ )은 대한민국의 독립 음악 싱어송라이터이다.

## 활동 및 이력
초등학교 6학년 때 처음 기타를 접한 그녀는 동아대학교 컴퓨터공학과에 재학중이던 1994년 제6회 유재하 음악경연대회에서 《가을에는》으로 동상을 수상했다. 이후 하나음악에서 옴니버스 음반 《Newface》를 기획하고 있다는 소식을 듣고 데모 테이프를 보냈다. 그러나 레이블은 그의 곡을 들어보고는 단독 음반으로 발매하기로 결정했다.
1997년 대학을 졸업하고 하나음악에 정식으로 합류하고 조동진, 시인과 촌장, 장필순, 안치환, 한동준 등의 공연에 참여하면서 서서히 이름을 알렸다. 2001년 2월에는 1집 《기억상실》을 발표하였으며 같은 해 6월 5일에 예술의 전당 야외무대에서 첫 단독 공연을 가졌다.
2002년에 발매된 하나음악의 옴니버스 앨범 《바다》에 《겁쟁이》를 수록했으며 이후 한동안 음악 활동을 중지하였으나 2009년 9월에는 2집 《a tempo》를 발매하였다. 그리고 2010년 7월에는 EP 《다정한 위로》가 발매되었다.
2012년 라운드앤라운드 컴필레이션 《Seoul Seoul Seoul》에 '매일 떠나는 여행'으로 참여하였다. 2013년 11월에는 웹툰 작가 김보통의 글에 오소영의 곡과 연주가 더해진 디지털 싱글 `사막의 왕`을 발표하였다. 

## 발표 음반

### 정규 음반
- 2001년 1월 1집 《기억상실》
- 2009년 9월 2집 《a tempo》

### 싱글 음반 및 EP
- 2010년 7월 EP 《다정한 위로》
- 2013년 11월 `사막의 왕`

### 참여 음반 및 수록곡
- 2012년 3월 컴필레이션 프로젝트 《Seoul Seoul Seoul》 : 매일 떠나는 여행 (오소영)